# Pseudopeplia mitha
Pseudopeplia mitha är en fjärilsart som beskrevs av Fauvel 1862. Pseudopeplia mitha ingår i släktet Pseudopeplia och familjen Riodinidae. Inga underarter finns listade.